# Liste der Mitglieder der Deutschen Akademie der Naturforscher Leopoldina/1851
Die Liste der Mitglieder der Deutschen Akademie der Naturforscher Leopoldina für 1851 enthält alle Personen, die im Jahr 1851 zum Mitglied ernannt wurden. Insgesamt gab es zehn neu gewählte Mitglieder.

## Mitglieder
| Nr.  | Name                   | Beiname       | Geboren       | Aufnahme | Gestorben     | Sektion                    | Bild                  | Datenbank               |
| ---- | ---------------------- | ------------- | ------------- | -------- | ------------- | -------------------------- | --------------------- | ----------------------- |
| 1615 | Julius Budge           | Walther III.  | 11. Sep. 1811 | 6. Jan.  | 14. Juli 1888 | Anatomie                   |                       | Ludwig Julius Budge     |
| 1616 | William Spence         | Dury          | 1782          | 6. Jan.  | 6. Jan. 1860  | Zoologie                   | William Spence        | William Spence          |
| 1617 | Friedrich Sturm        | Sturm I.      | 6. Feb. 1805  | 6. Jan.  | 25. Jan. 1862 | Naturgeschichte            |                       | Friedrich Sturm         |
| 1618 | Johann Wilhelm Sturm   | Sturm II.     | 19. Juli 1808 | 6. Jan.  | 7. Jan. 1865  | Naturgeschichte            |                       | Johann Wilhelm Sturm    |
| 1619 | Johann Michael Ackner  | Hausmann      | 25. Jan. 1782 | 15. Mrz. | 12. Aug. 1862 | Geologie und Paläontologie | Johann Michael Ackner | Johann Michael Ackner   |
| 1620 | Robert Wilhelm Bunsen  | Hildebrand I. | 30. März 1811 | 15. Mrz. | 16. Aug. 1899 | Chemie                     | Robert Wilhelm Bunsen | Robert Bunsen           |
| 1621 | Gustav Wilhelm Körber  | Hornschuch I. | 10. Jan. 1817 | 15. Mrz. | 27. Juli 1885 | Botanik                    | Gustav Wilhelm Körber | Gustav Wilhelm Körber   |
| 1622 | Nathanael Pringsheim   | Dutrochet     | 23. Nov. 1823 | 15. Mrz. | 6. Okt. 1894  | Botanik                    | Nathanael Pringsheim  | Nathanael Pringsheim    |
| 1623 | Franz Hermann Troschel | Goldfuss      | 10. Okt. 1810 | 15. Mrz. | 6. Nov. 1882  | Zoologie                   |                       | Franz Herrmann Troschel |
| 1624 | Benedict Trompeo       | Sydenham III. | 1797          | 9. Apr.  | 24. Nov. 1866 | Medizin                    |                       | Benedict Trompeo        |
| 1625 | Ernst Friedrich Berger | Wibel II.     | 2. Mai 1814   | 11. Mai  | 13. Aug. 1853 | Botanik                    |                       | Ernst Friedrich Berger  |
| 1626 | Oscar Heyfelder        | Cruikshank    | 7. Apr. 1828  | 1. Aug.  |               | Medizin                    |                       | Oscar Heyfelder         |
| 1627 | Anton Alois Palliardi  | Hoppe II.     | 19. Nov. 1799 | 12. Aug. | 23. Nov. 1873 | Medizin                    |                       | Anton Aloys Palliardi   |

## Hinweis zu den Lebensdaten
In der Liste sind zunächst die Lebensdaten gemäß Archiv der Leopoldina aufgenommen. Diese beziehen sich auf die Angaben gem. Neigebaur (1860) und Ule (1889). Die Lebensdaten im Namensartikel können daher von den Lebensdaten in der Liste abweichen.